# East River Tunnels
De East River Tunnels zijn vier enkelsporige spoortunnels in beheer van Amtrak. De tunnels liggen onder de East River tussen het einde van East 34th Street in Manhattan en Long Island City in Queens.
In Midtown Manhattan liggen de sporen tussen station en tunnel onder East 32th en East 33th Street tot aan de perronsporen van Pennsylvania Station. In Long Island City liggen de tunnelmonden van de East River Tunnels op sporen direct ten zuiden van het Long Island City station, een kopstation van de Long Island Rail Road. Ze sluiten bijna direct aan op de belangrijke spoorkruising van Harold Interlocking en het rangeerterrein van Sunnyside Yard. Vandaar vertrekken zowel in een boog naar noordoost en vervolgens noorden de Amtrak sporen, als de LIRR sporen richting oosten en Long Island. De tunnelsporen worden door zowel Amtrak als LIRR treinen gebruikt die Penn Station als bestemming hebben. Gegeven dat het traject onderdeel is van de Northeast Corridor worden de tunnelsporen dus ook gebruikt door de hogesnelheidstrein Acela die na de oversteek van de East River oostwaarts door Long island City en Astoria in Queens rijdt en vervolgens terug de East River oversteekt van zuid naar noord over de Hell Gate Bridge en vandaar over de Randalls and Wards Islands en door The Bronx verder noordwaarts trekt richting New Rochelle (het eerste station op de lijn na Penn Station) en zo verder tot het South Station van Boston.
De Long Island Rail Road heeft een verbindingstak tussen Penn Station en het centrale knooppunt van Jamaica Station en een rechtstreekse verbinding tussen Penn Station en Port Washington op Long Island.
Ook treinstellen van New Jersey Transit gebruiken de tunnel om na vertrek leeg uit Penn Station een tijdelijke stopplaats te vinden op het rangeerterrein van Sunnyside Yard in Sunnyside, Queens. Wanneer de treinstellen terug ingezet moeten worden voor een passagierstraject richting New Jersey rijden ze van Sunnyside Yard terug naar Penn Station.